# 아르다한

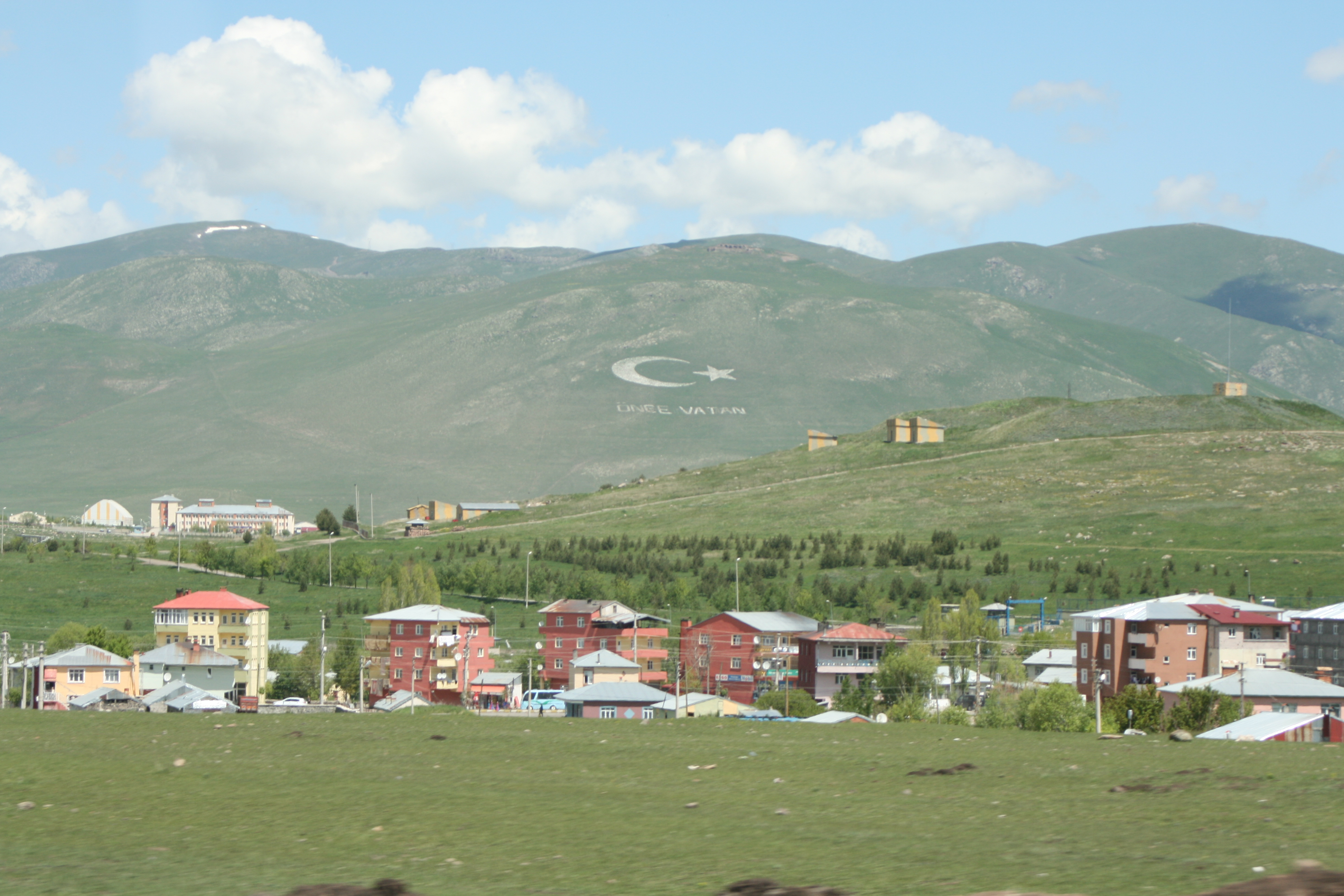

아르다한(튀르키예어: Ardahan, 아르메니아어: Արդահան, 조지아어: არტაანი)은 튀르키예 북동부에 위치한 도시로, 아르다한 주의 주도이며 높이는 1,900m, 인구는 17,171명이다. 그루지야(조지아)와 국경을 접하는 지점에 위치한다.
8세기부터 10세기까지 타오-클라르제티 지역의 바그라티오니 가에 의해 통치되었으며, 11세기부터 15세기까지 조지아 왕국의 지배를 받았다. 19세기 초엽 러시아-튀르크 전쟁이 격화되며 러시아영토가 되었다.
1877년 제12차 러시아-튀르크 전쟁 도중 러시아 군이 점령하였다. 1886년 20%에 불과했던 러시아계 인구는 1897년 32%까지 증가하였고, 아르메니아계 역시 비슷한 수준이었다. 튀르키예계는 50%에서 18%로 격감하였다. 이후 40여년간 아르다한은 러시아의 대중동 교역 도시로 성장하였다. 1914년 12월 25일, 오스만 제국군이 아르다한을 탈환하였다. 그리고 많은 아르메니아계, 폰투스계, 조지아계 기독교도 주민들이 학살되었다. 이듬해 1월 5일, 반격에 나선 러시아 군이 재점령하였다가 1917년 러시아 혁명으로 철수하였다. 그후 아르메니아 민병대가 아르다한에 주둔했는데, 1918년 3월 6일 오스만 군이 현지 무슬림들의 도움으로 도시를 수복하였다. 전후에는 영국군이 주둔했다가 아르메니아 제1공화국에게 넘겨졌다. 하지만 튀르키예-아르메니아 전쟁에서 튀르키예군이 1920년 11월 다시 아르다한을 점령하자 남아있던 기독교도 주민들은 아르메니아, 조지아, 그리스로 이주하였다. 그후 소련과 튀르키예가 체결한 모스크바 조약으로 아르다한은 튀르키예령으로 확정되어서 지금도 튀르키예 국경이 확정되었다.

## 기후
| 아르다한의 기후                                                         | 아르다한의 기후 | 아르다한의 기후 | 아르다한의 기후 | 아르다한의 기후 | 아르다한의 기후 | 아르다한의 기후 | 아르다한의 기후 | 아르다한의 기후 | 아르다한의 기후 | 아르다한의 기후 | 아르다한의 기후 | 아르다한의 기후 | 아르다한의 기후 |
| 월                                                                      | 1월             | 2월             | 3월             | 4월             | 5월             | 6월             | 7월             | 8월             | 9월             | 10월            | 11월            | 12월            | 연간            |
| ----------------------------------------------------------------------- | --------------- | --------------- | --------------- | --------------- | --------------- | --------------- | --------------- | --------------- | --------------- | --------------- | --------------- | --------------- | --------------- |
| 역대 최고 기온 °C (°F)                                                  | 11.1 (52.0)     | 11.0 (51.8)     | 18.4 (65.1)     | 25.0 (77.0)     | 28.9 (84.0)     | 33.1 (91.6)     | 34.3 (93.7)     | 35.0 (95.0)     | 32.1 (89.8)     | 26.0 (78.8)     | 18.7 (65.7)     | 14.3 (57.7)     | 35.0 (95.0)     |
| 일평균 최고 기온 °C (°F)                                                | −4.4 (24.1)     | −2.7 (27.1)     | 3.6 (38.5)      | 11.1 (52.0)     | 16.4 (61.5)     | 20.8 (69.4)     | 24.3 (75.7)     | 25.2 (77.4)     | 21.2 (70.2)     | 15.2 (59.4)     | 6.7 (44.1)      | −1.5 (29.3)     | 11.3 (52.3)     |
| 일일 평균 기온 °C (°F)                                                  | −10.3 (13.5)    | −9.1 (15.6)     | −2.3 (27.9)     | 4.7 (40.5)      | 9.6 (49.3)      | 13.3 (55.9)     | 16.4 (61.5)     | 16.7 (62.1)     | 12.5 (54.5)     | 7.2 (45.0)      | −0.1 (31.8)     | −7.3 (18.9)     | 4.3 (39.7)      |
| 일평균 최저 기온 °C (°F)                                                | −15.5 (4.1)     | −14.6 (5.7)     | −7.5 (18.5)     | −0.8 (30.6)     | 3.6 (38.5)      | 6.5 (43.7)      | 9.4 (48.9)      | 9.3 (48.7)      | 4.9 (40.8)      | 0.7 (33.3)      | −5.4 (22.3)     | −12.1 (10.2)    | −1.8 (28.8)     |
| 역대 최저 기온 °C (°F)                                                  | −39.8 (−39.6)   | −38.7 (−37.7)   | −33.2 (−27.8)   | −19.0 (−2.2)    | −8.5 (16.7)     | −4.5 (23.9)     | −2.2 (28.0)     | −2.8 (27.0)     | −5.8 (21.6)     | −15.0 (5.0)     | −28.9 (−20.0)   | −36.3 (−33.3)   | −39.8 (−39.6)   |
| 평균 강수량 mm (인치)                                                   | 24.0 (0.94)     | 21.7 (0.85)     | 37.0 (1.46)     | 54.2 (2.13)     | 85.2 (3.35)     | 101.7 (4.00)    | 77.2 (3.04)     | 64.8 (2.55)     | 38.9 (1.53)     | 41.1 (1.62)     | 29.9 (1.18)     | 24.7 (0.97)     | 600.4 (23.64)   |
| 평균 강수일수                                                           | 9.13            | 9.4             | 11.53           | 13.87           | 16.93           | 15.3            | 12.37           | 12.13           | 8.53            | 11.3            | 8.77            | 9.93            | 139.2           |
| 평균 강설일수                                                           | 7.5             | 5.9             | 8.4             | 2.5             | 0.3             | 0               | 0               | 0               | 0               | 0.9             | 3.4             | 6.4             | 35.3            |
| 평균 상대 습도 (%)                                                      | 75.4            | 75.1            | 72.6            | 67.6            | 68.2            | 68.6            | 68.1            | 65.7            | 65.2            | 68.8            | 72.9            | 77.3            | 70.5            |
| 평균 월간 일조시간                                                      | 80.6            | 104.5           | 155.0           | 153.0           | 195.3           | 234.0           | 257.3           | 251.1           | 213.0           | 164.3           | 111.0           | 77.5            | 1,996.6         |
| 평균 일일 일조시간                                                      | 2.6             | 3.7             | 5.0             | 5.1             | 6.3             | 7.8             | 8.3             | 8.1             | 7.1             | 5.3             | 3.7             | 2.5             | 5.5             |
| 출처 1: 튀르키예 국립기상청 (평년값: 1991년~2020년, 극값: 1958년~현재)  |                 |                 |                 |                 |                 |                 |                 |                 |                 |                 |                 |                 |                 |
| 출처 2: 미국 해양대기청 (상대습도), Meteomanz (강설일수: 2014년~2023년) |                 |                 |                 |                 |                 |                 |                 |                 |                 |                 |                 |                 |                 |

## 자매 도시
- 조지아 아할치헤
- 러시아 그로즈니